# Mistrzostwa Polski w Podnoszeniu Ciężarów Mężczyzn 2011
81. edycja mistrzostw Polski w podnoszeniu ciężarów mężczyzn odbyła się w dniach 7–8 października 2011 roku w Płońsku. 

## Wyniki
| Kategoria wagowa: | Złoto:                              | Wynik         | Srebro:                            | Wynik         | Brąz:                                | Wynik         |
| do 56 kg          | Marcin Kondziołka Unia Hrubieszów   | 212 (96+116)  | Dominik Kozłowski GKS Kościerzyna  | 206 (96+110)  | Michał Jurczyk Flota Gdynia          | 195 (85+110)  |
| do 62 kg          | Damian Wiśniewski Zawisza Bydgoszcz | 257 (115+142) | Kamil Leśnik Mazovia Ciechanów     | 245 (108+137) | Maciej Przepiórkiewicz Start Otwock  | 243 (102+141) |
| do 69 kg          | Damian Kuczyński Budowlani Opole    | 295 (135+160) | Damian Sikorski Mazovia Ciechanów  | 275 (125+150) | Tomasz Rosoł Budowlani Opole         | 270 (120+150) |
| do 77 kg          | Krzysztof Szramiak Budowlani Opole  | 347 (160+187) | Krzysztof Zwarycz Flota Gdynia     | 315 (140+175) | Łukasz Krawczyk Budowlani Opole      | 305 (135+170) |
| do 85 kg          | Krystian Sroka Tarpan Mrocza        | 342 (156+186) | Roman Kliś Budowlani Opole         | 327 (147+180) | Igor Wera Atleta Gdańsk              | 303 (137+166) |
| do 94 kg          | Adrian Zieliński Tarpan Mrocza      | 385 (175+210) | Sylwester Kołecki Górnik Polkowice | 359 (160+199) | Paweł Faraś SSA Legia 1926 Warszawa  | 358 (163+195) |
| do 105 kg         | Bartłomiej Bonk Budowlani Opole     | 411 (191+220) | Arsen Kasabijew Górnik Polkowice   | 379 (173+206) | Arkadiusz Michalski Górnik Polkowice | 367 (161+206) |
| powyżej 105 kg    | Marcin Dołęga Zawisza Bydgoszcz     | 396 (180+216) | Adam Kraska Górnik Polkowice       | 385 (170+215) | Daniel Dołęga Zawisza Bydgoszcz      | 384 (177+207) |